# Ferruccio Trombi
Ferruccio Trombi (Modena, 2 agosto 1858 – Oslavia, 28 novembre 1915) è stato un generale italiano che combatté nella guerra italo-turca e nella prima guerra mondiale, venendo decorato della Croce di Cavaliere dell'Ordine militare di Savoia e della Medaglia d'oro al valor militare alla memoria.

## Biografia
Nacque a Modena il 2 agosto 1858, figlio di Francesco e Marianna Zerbini, all'interno di un'antica famiglia originaria di Finale Emilia.
Arruolatosi nel Regio Esercito, nel 1874 accedette come Allievo ufficiale allaRegia Accademia Militare di Fanteria e Cavalleria di Modena, da cui uscì nel 1877 con il grado di sottotenente assegnato all'arma di fanteria, in forza al 31º Reggimento fanteria della Brigata Siena. Tenente nel 1880, nel 1884 viene mandato a La Spezia in occasione dell'epidemia di colera. Promosso capitano nel 1887, nel corso del 1894 fu trasferito al 12º Reggimento fanteria "Casale", e una volta divenuto maggiore, nel marzo 1898 fu trasferito al 63º Reggimento fanteria della Brigata Cagliari. Nel gennaio 1903 fu promosso tenente colonnello e mandato al 22º Reggimento fanteria, di cui assunse il comando nel maggio 1908. si distinse durante le operazioni di soccorso alle popolazioni colpite dal terremoto della Calabria, fu insignito del titolo di Cavaliere dell'Ordine dei Santi Maurizio e Lazzaro, e per quelle del terremoto di Messina del 1908, della Medaglia di benemerenza in bronzo. Trasferito in forza al Regio corpo truppe coloniali della Somalia italiana nel maggio 1910, assunse il comando delle truppe locali a Benadir. Dopo lo scoppio della guerra italo-turca assunse il comando del 22º Reggimento fanteria, ed a partire dal gennaio 1912 operò in Libia distinguendosi a Tobruch, e venendo gravemente ferito l'11 marzo successivo nel corso della battaglia di Bir Mofsel. Nel mese di maggio, ai comandi del generale Giovanni Ameglio prese parte alle operazioni di conquista delle isole del Dodecaneso, distinguendosi a Rodi e a Psitos, venendo decorato con la Croce di Cavaliere dell'ordine militare di Savoia. Promosso maggior generale verso al fine del 1913, il 15 ottobre sostituì il generale Ameglio nella carica di Comandante della Colonia delle Isole Italiane dell'Egeo, ricoprendo tale incarico fino all'8 novembre quando fu sostituito da Francesco Marchi. Divenuto comandante della Brigata Verona, dietro sua domanda il 1 febbraio 1914 fu posto in posizione di riserva.
Fu richiamato in servizio attivo il 1 marzo 1915, in vista dello scoppio della guerra con l'Impero austro-ungarico, assumendo il comando della Brigata Alessandria dopo lo scoppio delle ostilità, avvenuto il 24 maggio. Combatté sul fronte dell'Isonzo, rimanendo ferito in combattimento sul Monte San Michele il 21 agosto. Non ancora guarito del tutto, il 12 ottobre tornò al fronte al comando della Brigata Livorno partecipando alle operazioni di conquista della testa di ponte di Gorizia. Il 28 novembre trovò la morte in combattimento a Quota 188 di Oslavia, mentre di notte si portava a verificare il punto del fronte più minacciato dal nemico. Per onorarne il coraggio con Motu proprio il Re Vittorio Emanuele III gli concesse la Medaglia d'oro al valor militare alla memoria.
Nel corso di una solenne commemorazione dei caduti per la Patria, avvenuta il 22 maggio 1927 a Finale Emilia alla presenza del generale principe Filiberto di Savoia Duca di Pistoia, venne inaugurato un monumento ai caduti con fontana e due gruppi in bronzo dello scultore torinese Luigi de Stefanis rappresentanti la "Vittoria" ed il "Sacrificio", inoltre una lapide alla memoria del generale Trombi, disegnata dall'architetto modenese Mario Pasini, affissa sulla Torre dell'Orologio ed ora scomparsa. Sulla lapide un bassorilievo in bronzo dello scultore Benito Boccolari indicava i luoghi delle sue gesta: Libia, Rodi, Sabotino, Oslavia.
Presso la Sala Consigliare del Palazzo Municipale di Finale Emilia si trova un ritratto ad olio del generale Trombi dipinto da Augusto Zoboli. Il Comune di Finale Emilia (provincia di Modena) gli ha dedicato una via.

### Annotazioni
1. ↑  La Brigata Livorno era composta del 33º e 34º Reggimento fanteria.
2. ↑  Fu sostituito al comando della "Livorno" dal generale Giovanni Villani.

### Fonti
1. 1 2 3  Carolei, Greganti, Modica 1968, p. 132.
2. 1 2 3 4 5 6 7  Elizabeth Piras Trombi.
3. 1 2 3 4 5 6 7 8  Combattenti Liberazione.
4. ↑  web del Quirinale: dettaglio decorato.
5. ↑  Sito web del Quirinale: dettaglio decorato.
6. ↑   Bollettino ufficiale delle nomine, promozioni e destinazioni negli ufficiali e sottufficiali del R. esercito italiano e nel personale dell'amministrazione militare, 1908,  p. 366. URL consultato il 18 settembre 2019.